# 계수
수학에서 계수(係數)는 변수(문자)에 일정하게 곱해진 상수(숫자)이다. 방정식에서 변수 이외의 부분 즉, 나머지 인수 전체를 의미한다. 여기서 숫자 대신 다른 것 a, b, c 등이 사용되기도 한다. {\displaystyle ax^{2}+bx+c}에서 a, b, c는 모두 계수다. 예를 들어, {\displaystyle \,2x^{4}}에서 계수는 {\displaystyle \,2} 이고, {\displaystyle \,x^{2}}에서 계수는 {\displaystyle \,1}이다. (보통, 1은 계수에서 생략한다.)
- 참고: {\displaystyle \,ax}일경우 {\displaystyle \,a}가 계수가 된다.

그 대상은 변수, 벡터, 함수 등과 같은 것들이 될 수 있다. 이 경우에 그 대상들은 같은 방법으로 지수화되는 데, 다음과 같이 표현된다:
{\displaystyle a_{1}x_{1}+a_{2}x_{2}+a_{3}x_{3}+\cdots }
여기서 an은 각각의 n = 1, 2, 3, …에서 변수 xn의 계수이다.
변수 x에 대한 다항식 P(x)에서, xk의 계수는 k를 지수로 하여 다음과 같은 약속과 함께 주어질 수 있는데
{\displaystyle P(x)=a_{k}x^{k}+\cdots +a_{1}x^{1}+a_{0}.}
ak ≠ 0이고 가장 큰 k에서, 다항식은 통상적으로 x의 가장 큰 지수부터 내림차순 (가령, x5 + x4 + x2 ...)으로 쓰기 때문에 ak는 P의 최고차 계수라고 불린다.
이항계수를 포함하여 수학에서 중요한 계수들은 이항정리의 식에서 보이며, 이것들 중 특수한 경우로 파스칼의 삼각형이라 부르는 형태가 있다.

## 선형 대수학
선형 대수학에서, 기약행사다리꼴 행의 최고차 계수는 행에서 0이 아닌 첫 번째 값이다. 때때로, 선행 계수 또는 피벗(pivot)으로 부른다.
그러므로, 예를 들어, 주어진 행렬
{\displaystyle M={\begin{bmatrix}1&2&0&6\\0&2&9&4\\0&0&0&4\\0&0&0&0\end{bmatrix}}}
1은 첫 번째 행의 최고차 계수이고, 2는 두 번째 행의 최고차 계수, 4는 세 번째 행의 최고차 계수이며, 마지막 행의 최고차 계수는 없다.

## 물리학
물리학에서, 많은 부정식은 그것들과 관련된 지수를 가지고 있다. 예를 들어, {\displaystyle \mu }는 방정식 {\displaystyle {\textbf {F}}=\mu {\textbf {F}}_{n}}에서 두 물체 사이의 마찰 계수이다.

## 같이 보기
- 다항식